# Riksmark
Riksmark eller Reichsmark (tyskt uttal: [ˈʁaɪçsˌmaɐ̯k] ( lyssna); valutatecken: ℛℳ) var den valuta som användes i Tyskland från 1924 fram till införandet 21 juni 1948 av Deutsche Mark i västzonerna och 23 juli 1948 av Deutsche Mark (der Deutschen Notenbank) i den sovjetiska ockupationszonen. 1 Reichsmark var = 100 rikspfennig (Rpf). Den efter valutans avskaffande skapade valutakoden för Reichsmark är DRM.
Valutan infördes den 30 augusti 1924 och gällde fram till 1948. Den ersatte den tidigare Rentenmark som infördes bara året innan som i sin tur ersatte den tidigare Papiermark. Papiermarken hade blivit värdelös till följd av den kraftiga inflationen under 1920-talet.
Vid bytet var omvandlingen 1 ny mark = 1 000 000 000 000 gamla mark, det vill säga en biljon mark motsvarade en ny riksmark. En ny riksmark bestod av 1/2790 kg guld.
Mark är ett gammalt germanskt uttryck och användes som beteckning på valuta från 1100-talet och framåt.

## Användning
Valutan gavs ut av Tyska riksbanken (Deutsche Reichsbank, DR) som grundades 1876 och var verksam till 1945. DR hade sitt huvudkontor i Berlin.

## Valörer
- mynt: fanns i 1, 2 och 5 Reichsmark
- underenhet: fanns i 1, 2, 5, 10 och 50 pfennig
- sedlar: fanns i 5, 10 , 20 , 50 , 100 och 1000 DRM

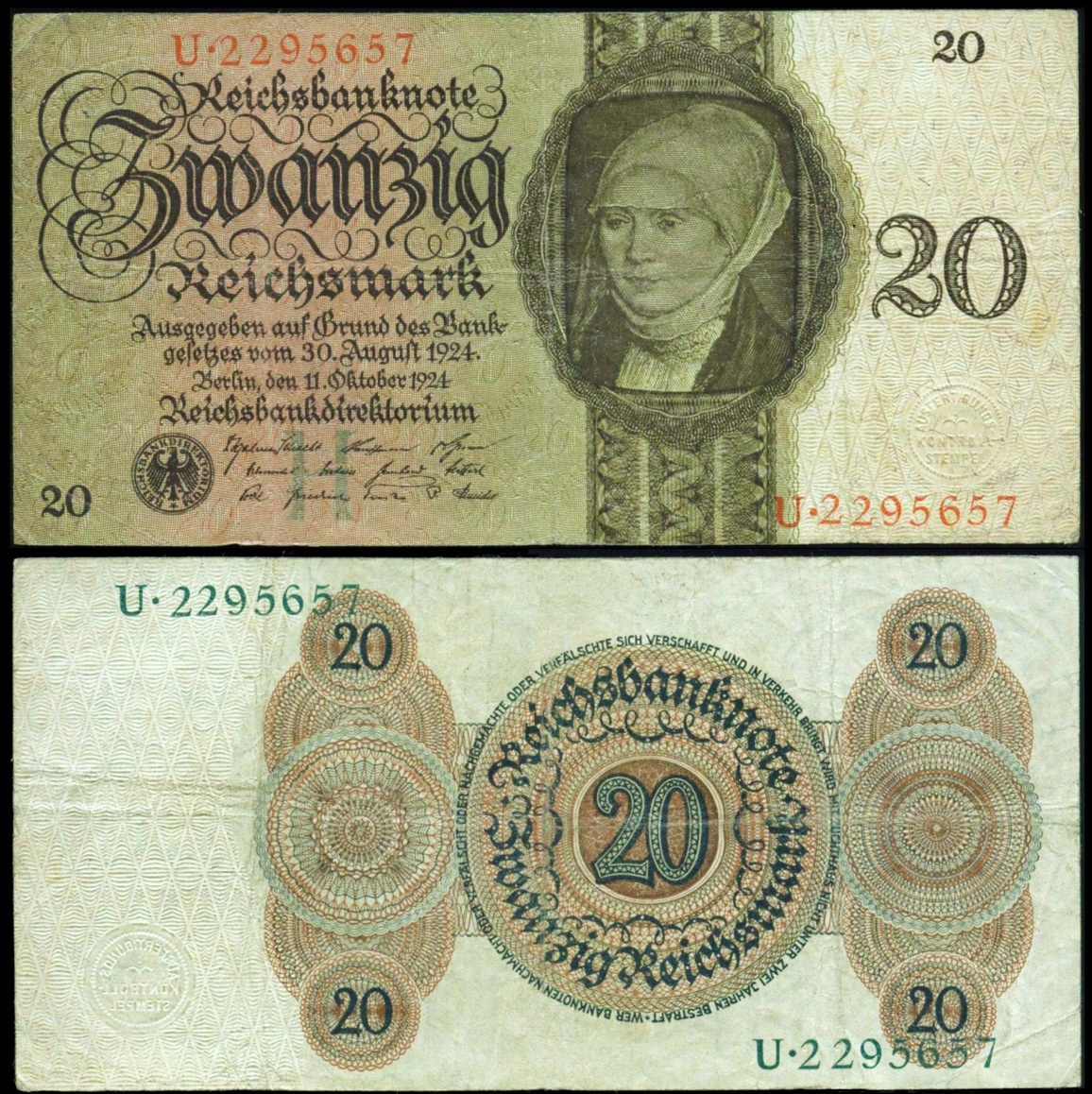
20 RM, 1924
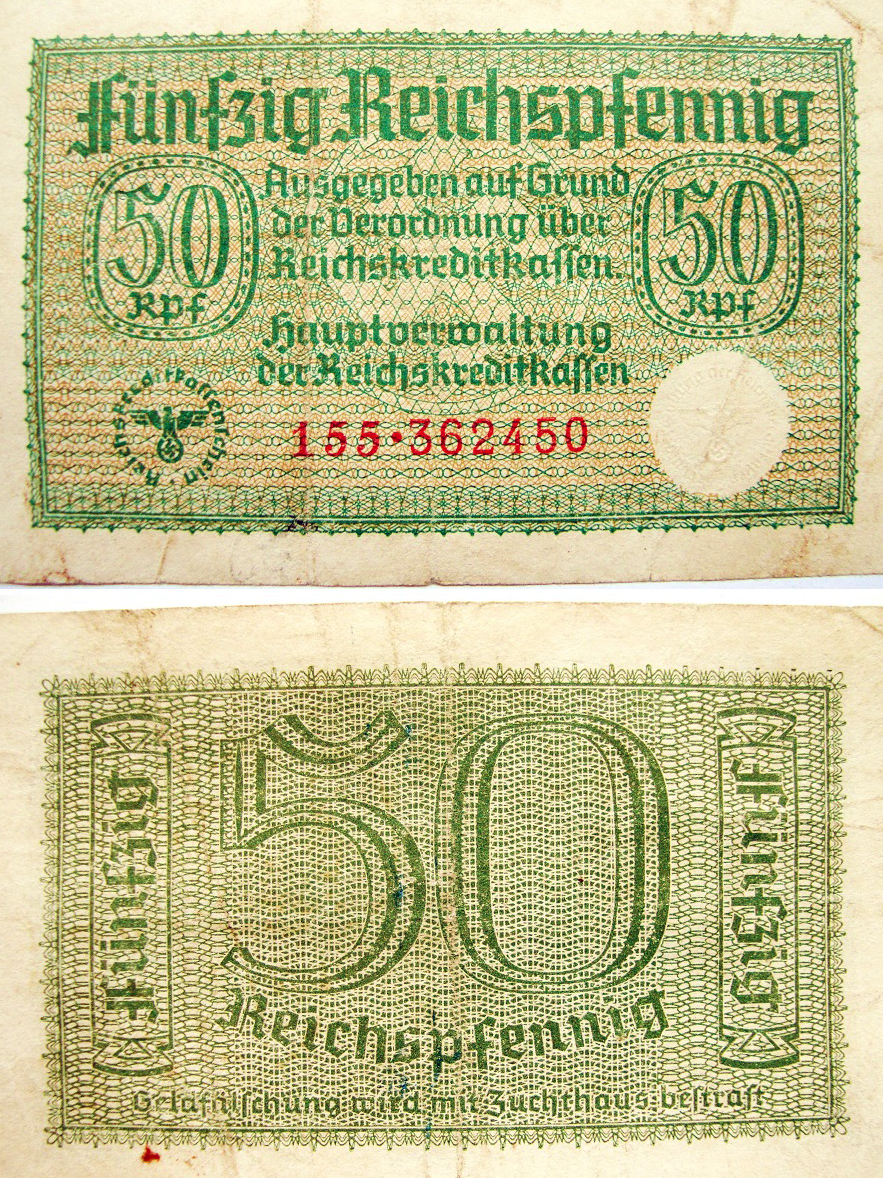
50 Rpf, 1938–1945
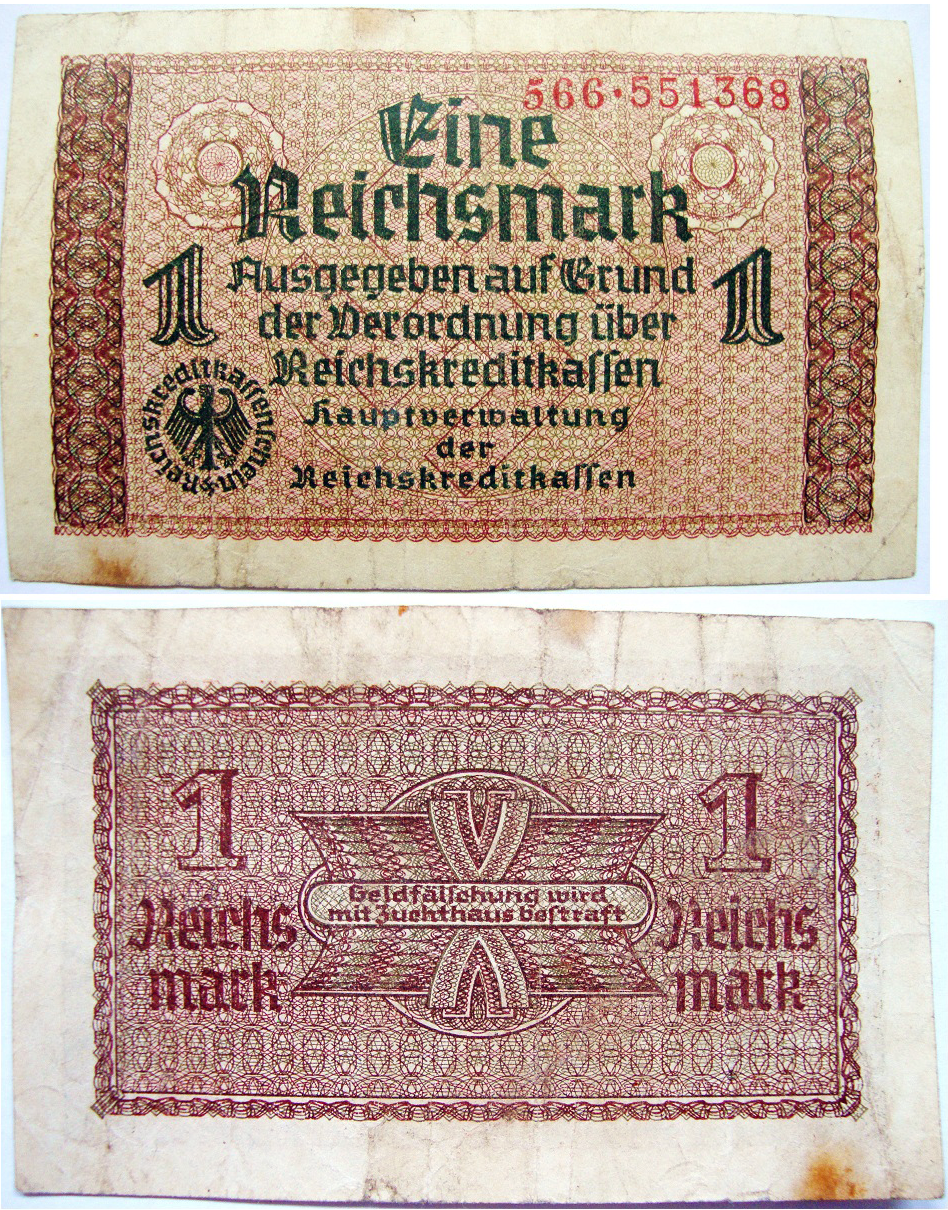
1 RM, 1938–1945
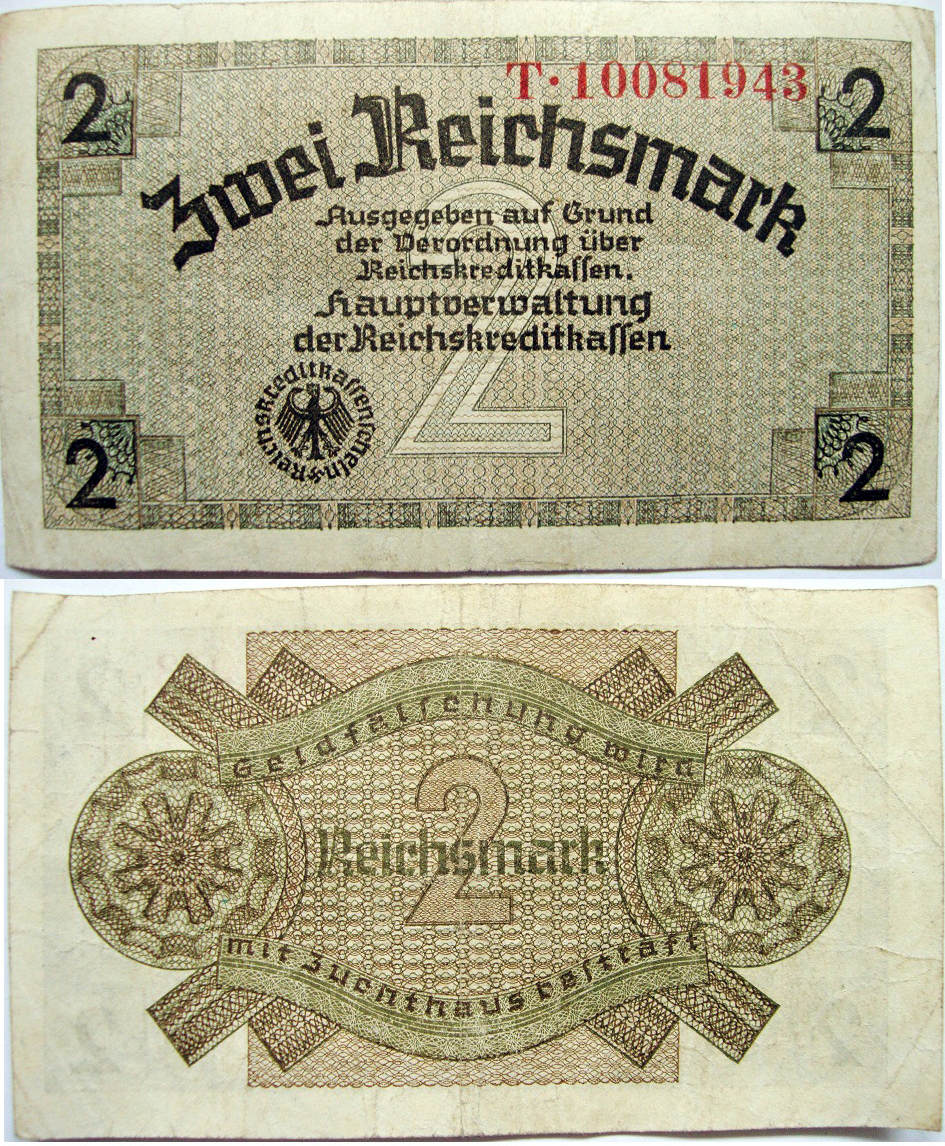
2 RM, 1938–1945
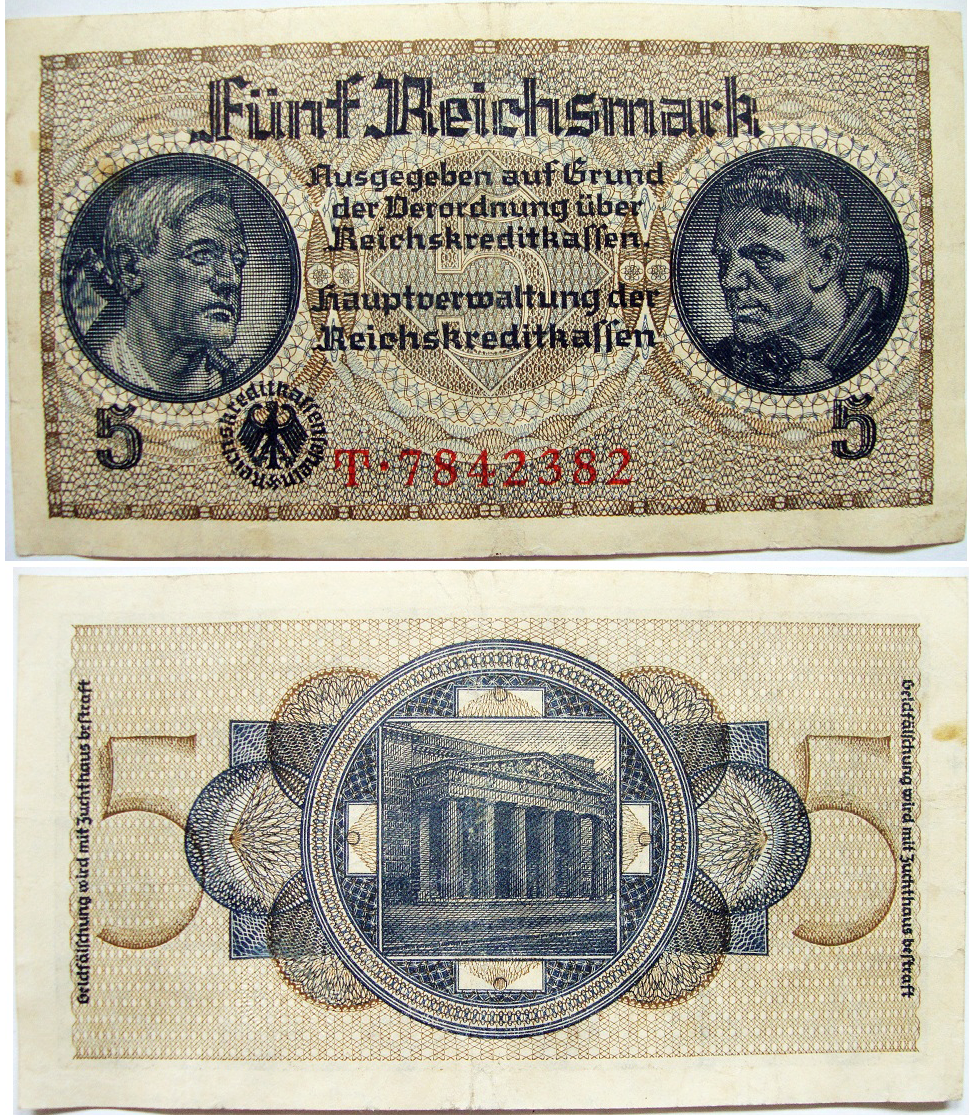
5 RM, 1938–1945
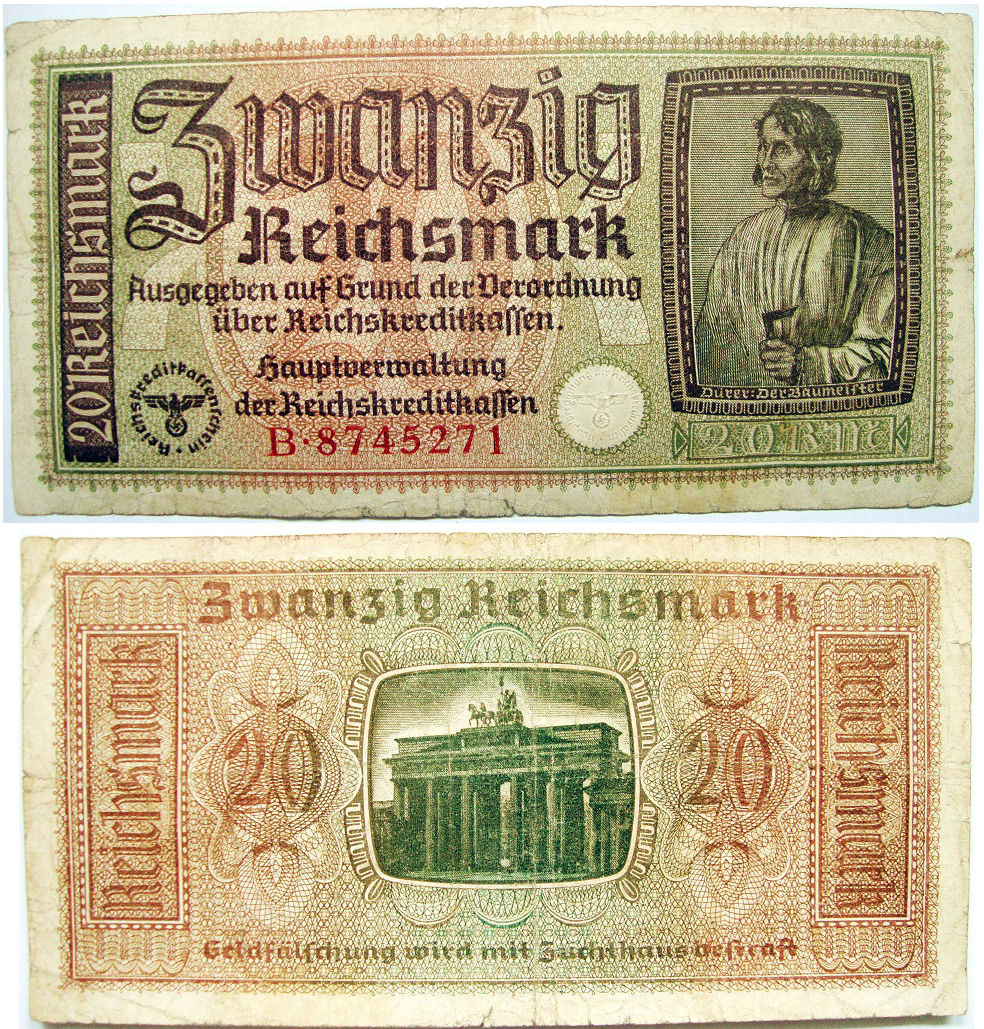
20 RM, 1938–1945
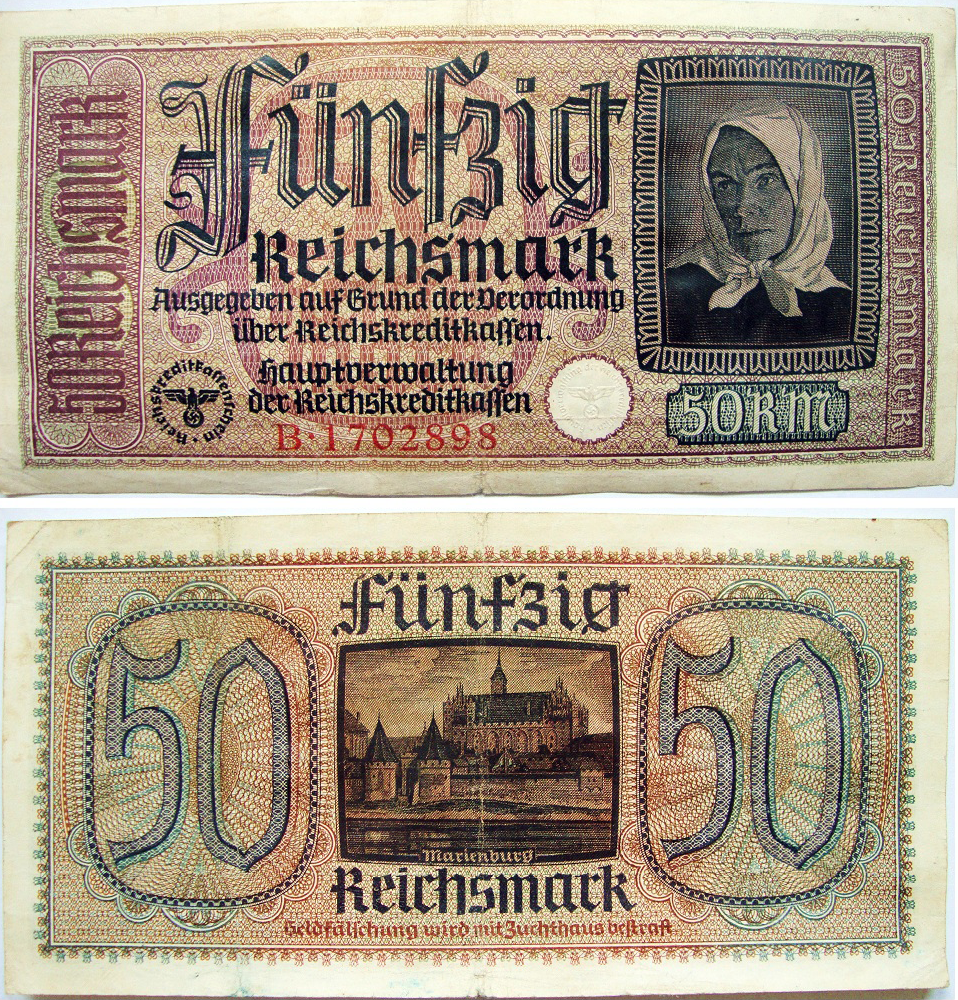
50 RM, 1938–1945